# NGC 6282
NGC 6282 is een balkspiraalstelsel in het sterrenbeeld Hercules. Het hemelobject werd op 28 juni 1864 ontdekt door de Duitse astronoom Albert Marth.

## Synoniemen
- ZWG 169.29
- PGC 59418